# Jödebrunnen

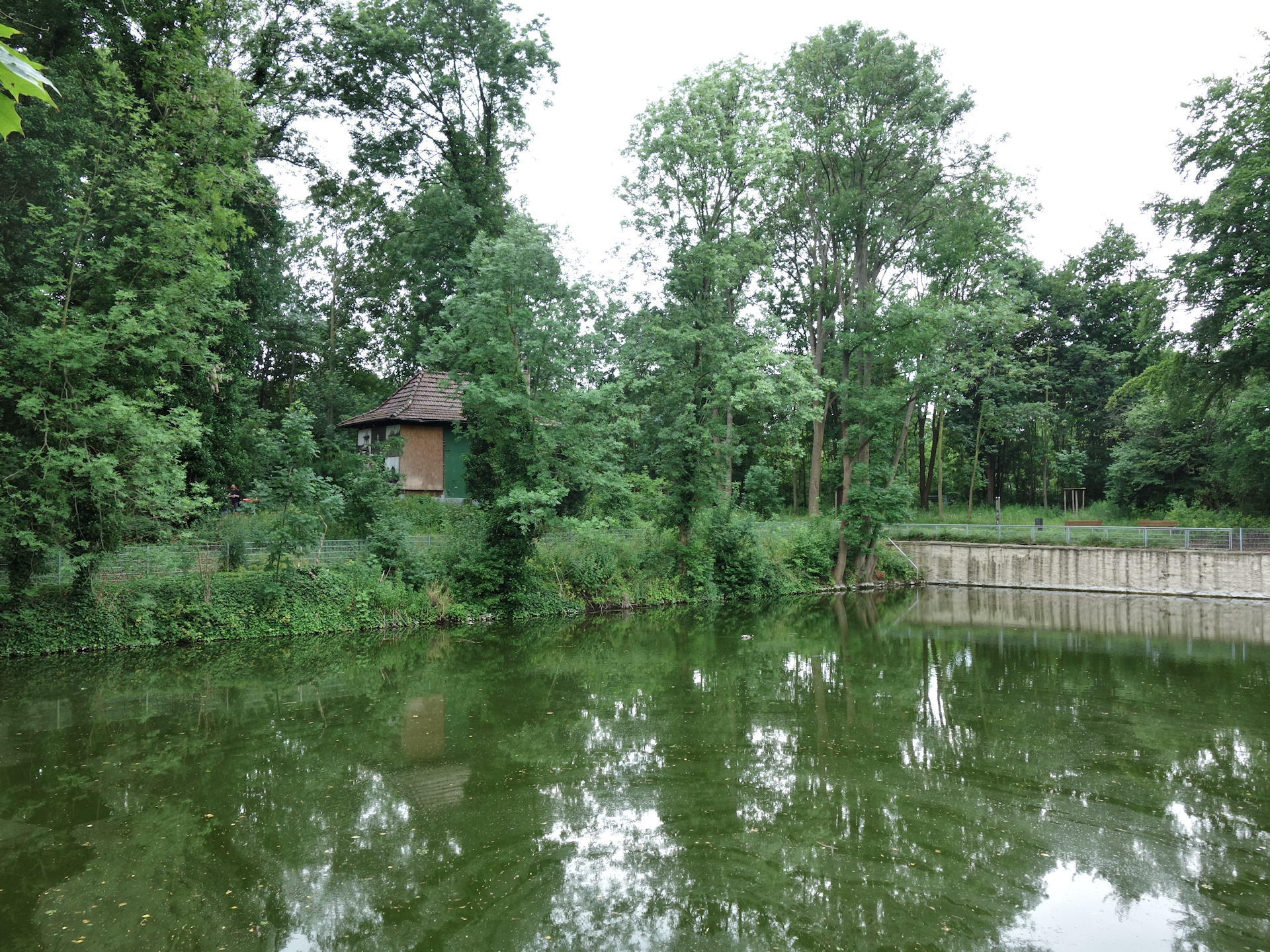
Blick von der Nordseite auf Brunnen und Kontorhaus (2017)

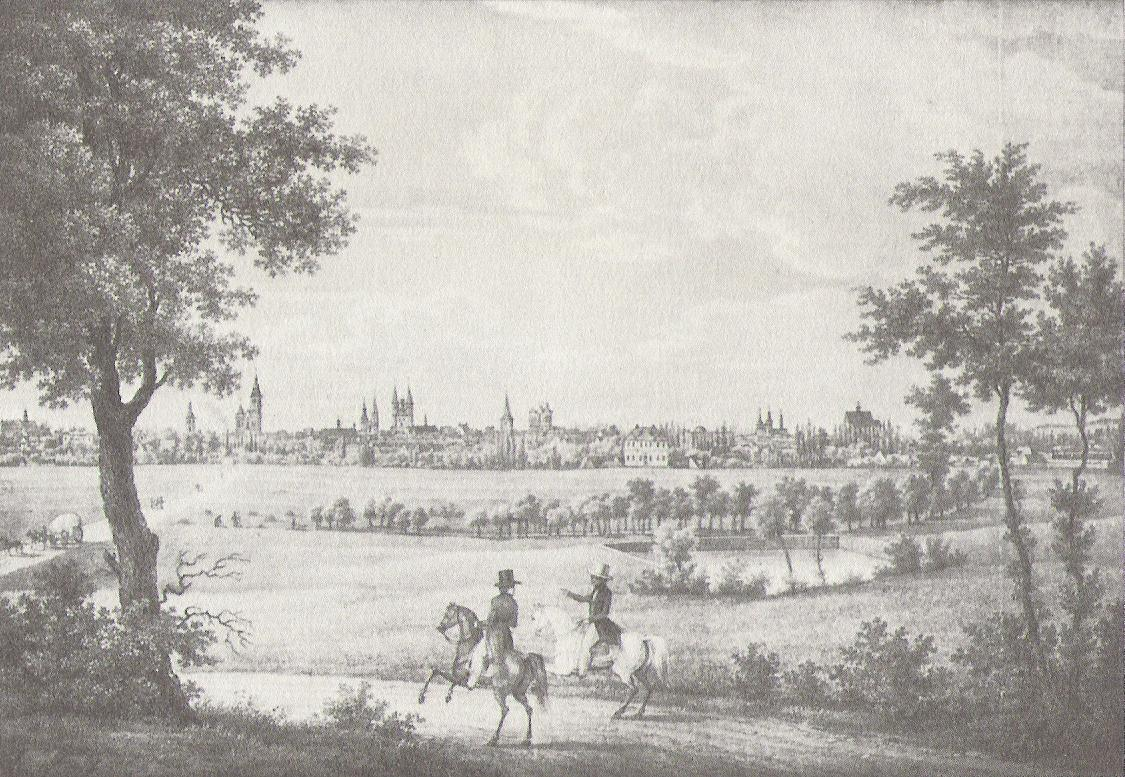
Der Jödebrunnen auf einer Zeichnung, um 1840

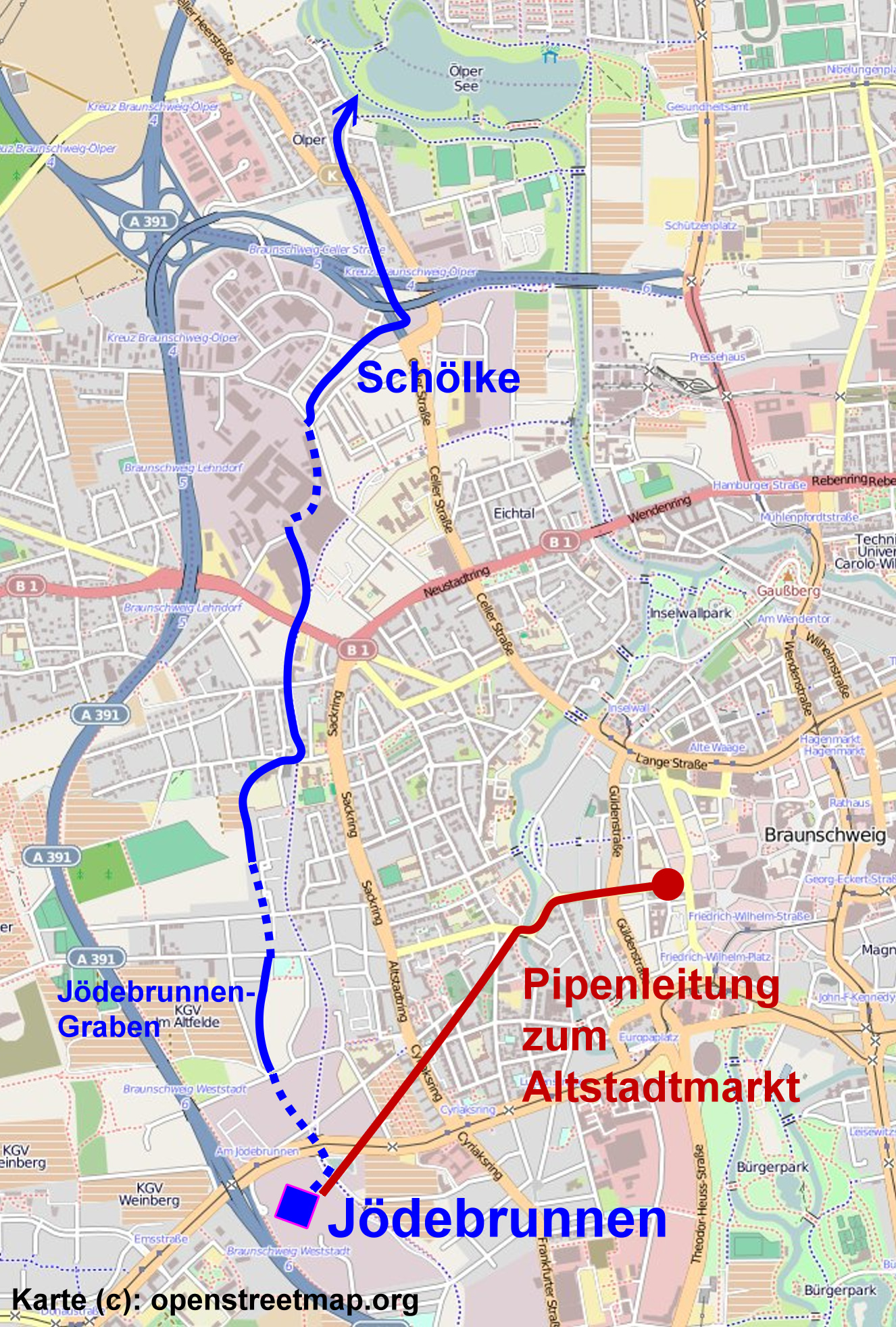
Der Jödebrunnen mit dem Verlauf der alten Pipenleitung und dem Überlauf in die Oker.

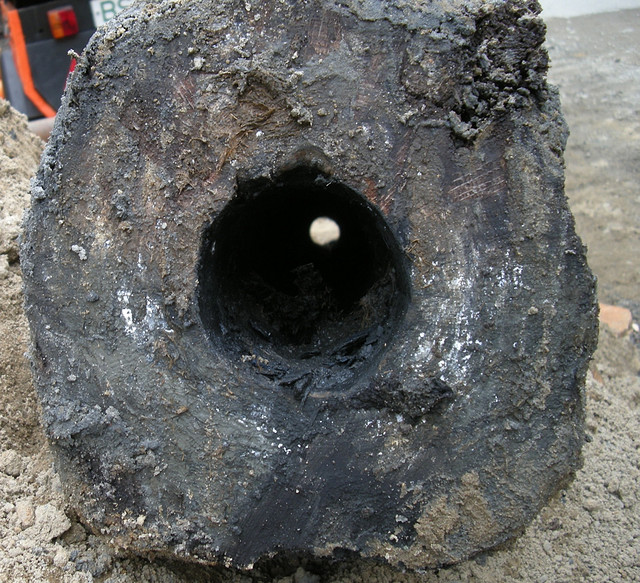
Draufsicht auf ein Pipenende.

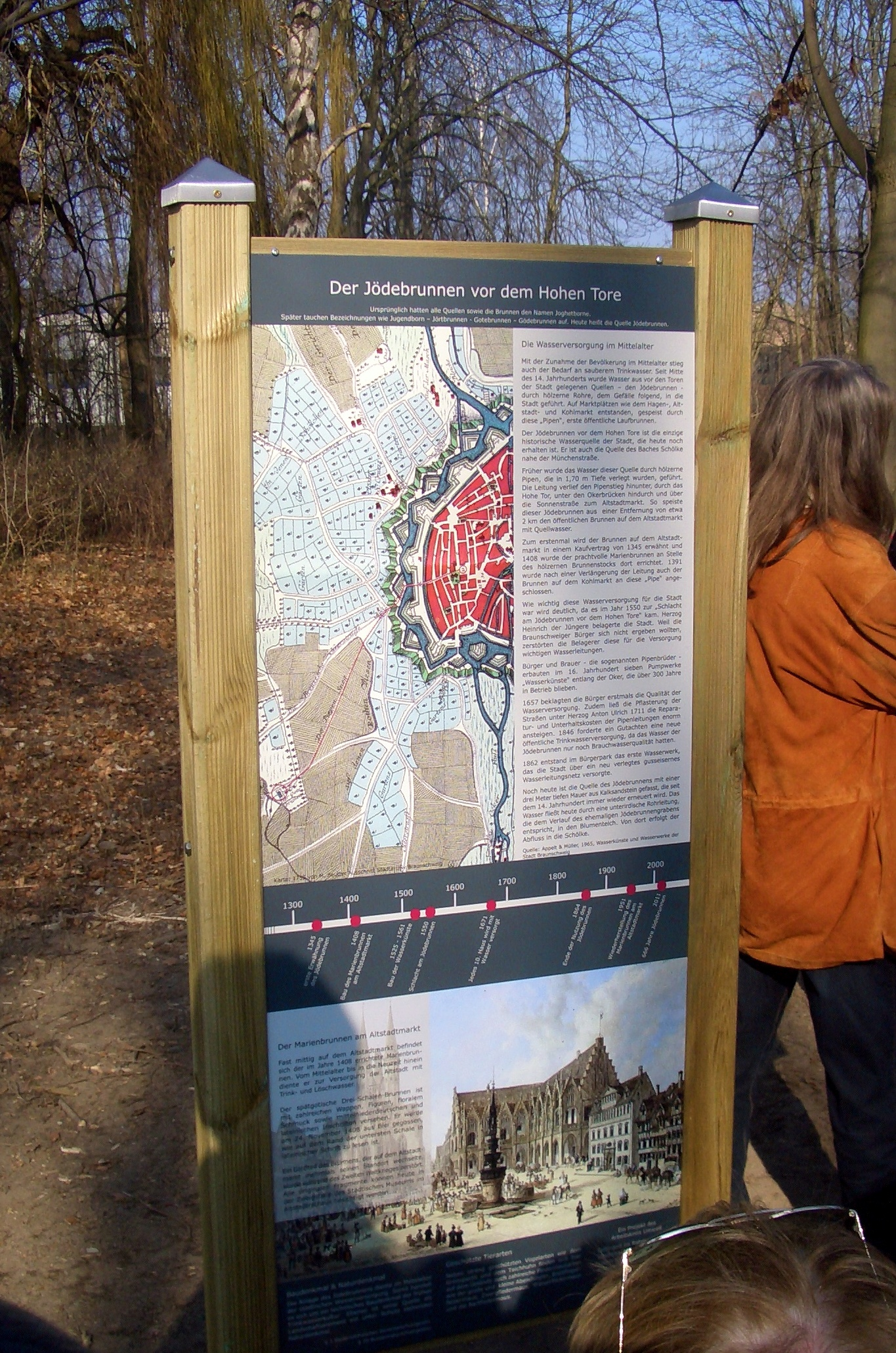
Schautafel am Jödebrunnen, enthüllt anlässlich der 666-Jahr-Feier am 22. März 2011

Der Jödebrunnen ist eine Quelle im Stadtgebiet von Braunschweig, die über mehrere Jahrhunderte bis in das späte 19. Jahrhundert die Braunschweiger Altstadt mit Trinkwasser versorgt hat. Unter dem Namen sind der „Hägener Jödebrunnen“, eine Quelle bei Riddagshausen, und der „Jödebrunnen vor dem Hohen Tore“ überliefert, letzterer wird auch heute noch als Jödebrunnen bezeichnet und ist als Naturdenkmal
und Baudenkmal ausgewiesen.

## Geschichte
Dieser Brunnen wurde bereits 1345 erwähnt und ist damit das älteste Zeugnis der Braunschweiger Trinkwasserversorgung. Die Quelle war schon im 14. Jahrhundert an drei Seiten mit einer 90 cm starken Kalksteinmauer eingefasst, wodurch sich ein nahezu quadratisches Bassin mit einer Kantenlänge von 45 m und einer Tiefe von 1,5 m ergab. Die Mauer weist eine Tiefe von insgesamt 3 m auf. In dieser Form ist der Brunnen auch heute noch vorhanden.
Eine hölzerne Wasserleitung, sogenannte „Pipen“, führte über 2.000 Meter bis zum Altstadtmarktbrunnen. Der Gemarkungsname „Auf dem Pipen-Stiege“, heute Pippelweg, nahe der Broitzemer Straße weist darauf hin, dass hier die Wasserleitung verlief. Die Verlegetiefe betrug 1,7 m. Den westlichen Umflutgraben der Oker überquerte die Leitung befestigt an der Brücke Hohes Tor.
Die Quelle liegt auf einer Höhe von 77,87 m ü. NN, der Altstadtmarkt bei etwa 73 m. Bei einer Höhe der Auslässe des Altstadtmarktbrunnens von etwa 2 m ergibt sich lediglich ein Höhenunterschied von knapp 3 m zwischen Quelle und Brunnen.

### Namensursprung
Die ursprüngliche Benennung war „Joghedborn“ (Jugendbrunnen) und bezog sich auf das immer frische Quellwasser. Spätere Verweise nennen ihn Jöteborn, Geer- oder Gödebrunnen, woraus sich die heutige Form Jödebrunnen entwickelte.

### Heutige Bedeutung
1864 wurde die Wasserversorgung der Braunschweiger Innenstadt umgestellt und Brunnen und Pipenleitung überflüssig. Das Brunnengelände liegt nahe an der A 391 hinter mehreren Bauwerken und ist seit Mai 2015 über einen Stichweg wieder direkt erreichbar, nachdem es über Jahrzehnte nicht für die Öffentlichkeit zugänglich war. Der Name einer Straßenbahnhaltestelle sowie der Straßenname „Am Jödebrunnen“ weisen auf den historischen Brunnen hin.
Mit dem Bau der Autobahn und der sinkenden Bedeutung des Westbahnhofs geriet der Jödebrunnen in eine Randlage. Und da er jahrzehntelang nicht mehr öffentlich zugänglich war, geriet er ebenfalls aus dem Bewusstsein der Bevölkerung und das Gelände überwucherte über die Jahre. Mit der Sanierung des Geländes um den Westbahnhof wurde erstmals eine Revitalisierung des Jödebrunnens möglich.
Bedeutung als Denkmal
Die besondere historische Bedeutung des Jödebrunnens wurde anlässlich der 666-Jahr-Feier am 22. März 2011 gewürdigt. Der städtische Denkmalpfleger Braunschweigs, Udo Gebauhr, stellte heraus, dass es sich nicht nur um ein Natur-, sondern auch um ein sehr wertvolles Baudenkmal handelt: Geschichtliche Bedeutung erwächst dem Brunnen allein schon aus seinem Alter und dem damit verbundenen Seltenheitswert. Weiter macht der Brunnen Aufgaben des Gemeinwesens „Stadt“ – hier auf dem wichtigen Gebiet der Versorgung mit frischem Trinkwasser seit dem Mittelalter – anschaulich. Bemerkenswert ist weiter die planerische und technische Bewältigung des Baus der (hölzernen) Wasserleitung, die mit 2 km Länge zunächst in der Feldmark, weiter durch die Stadtbefestigung hindurch und schließlich in die Stadt hinein verlegt wurde. Damit wächst dem Brunnen auch eine besondere soziale, städtebauliche und technische Bedeutung zu.
Sanierung 2014

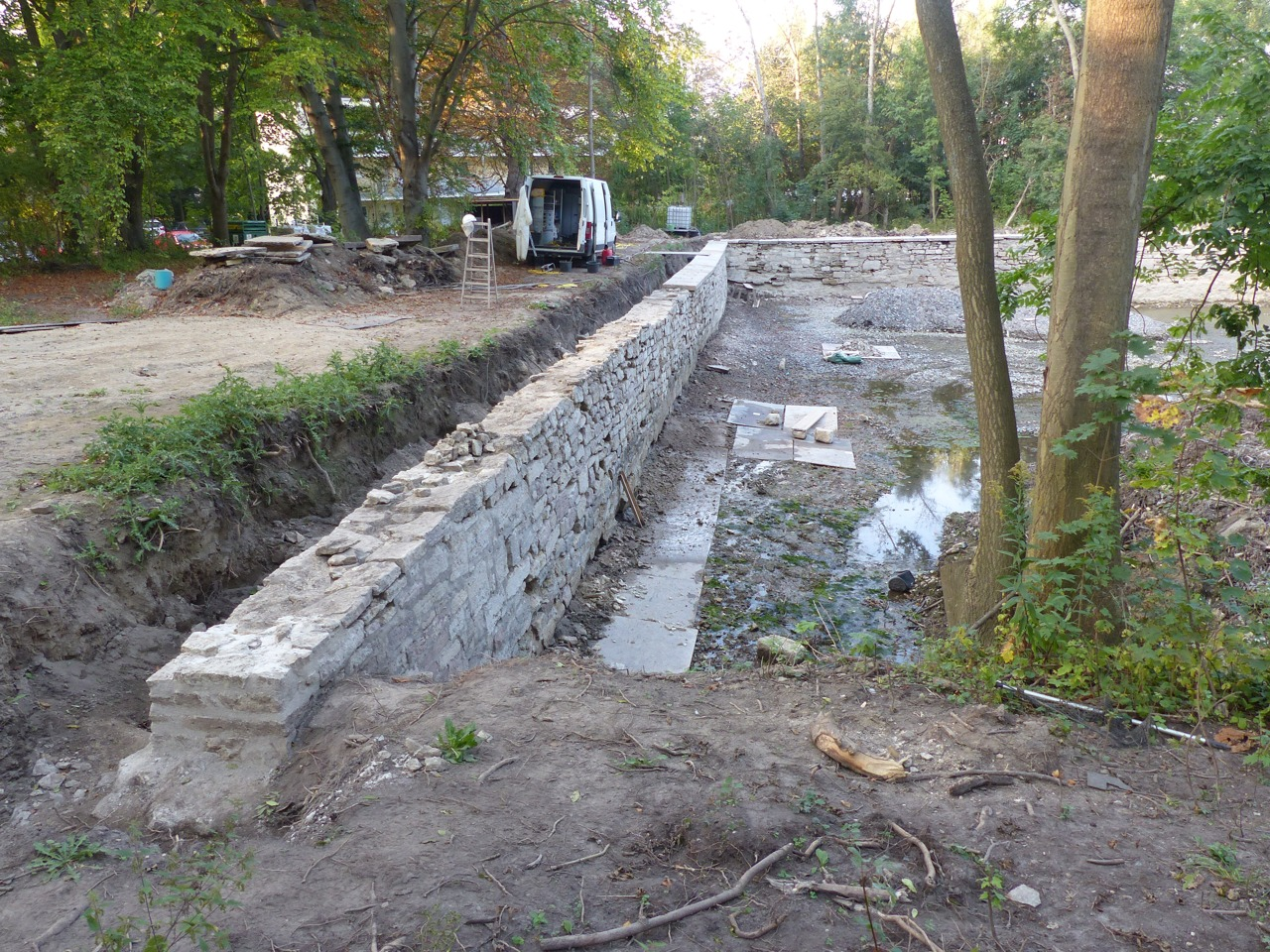
Freigelegte südliche Einfassungsmauer während der Sanierungsarbeiten im September 2014

Mit der Revitalisierung des Jödebrunnengeländes wurde eine öffentliche Nutzung ermöglicht und der Jödebrunnen in eine öffentliche Grünanlage und die Umgebung des Westbahnhofs integriert, zuletzt durch die öffentlichen Wege Kontorhausweg zwischen Büchnerstraße und Am Jödebrunnen sowie den Pipenweg zwischen Soziokulturellem Zentrum und Kontorhaus. Die Stadt Braunschweig hat 2014 die Sanierung des Brunnens sowie die Umgestaltung des bis dahin stark verwilderten Geländes vorgenommen. Dazu wurden das Becken entleert und 150 Tonnen Schlamm als Sondermüll entsorgt. Außerdem  waren fast 18 Tonnen Astwerk aus dem Becken zu entfernen. Die Mauern wurden vollständig freigelegt, vom Bewuchs befreit, gereinigt und nach den Vorgaben der Denkmalpflege neu verfugt. Einer erneuten Durchwurzelung soll durch Noppenbahnen begegnet werden. Aus weiteren Untersuchungen verspricht man sich eine Altersbestimmung der Pfahlgründungen.
Die Sanierungsarbeiten wurden von der Stadt gemeinsam mit weiteren Sponsoren finanziert.

### Die Schölke
Das aus dem Jödebrunnen überlaufende Wasser floss bereits früher in einen Graben, der als Jödebrunnengraben bezeichnet wird und den Oberlauf der Schölke darstellt.

### Wüstung Münstedt
Nahe dem Jödebrunnen ist die Wüstung Münstedt überliefert. Deren Name wird um 1220 mit Munnenstidde und um 1400 mit Munstede angegeben und im 15. Jahrhundert letztmalig erwähnt. Überliefert sind auch die Flurnamen Münsterbrügge (1434) und Müncheweiden (1754), nach letzterem ist eine Straße bei der Blumenstraße benannt. Meibeyer verortet die Wüstung am Niederungsrand des Jödebrunnens nahe der Broitzemer Straße. Laut Blume et al. lässt sich der Ortsname aus dem indogermanischen Wortstamm meu für feucht ableiten und bezeichnet einen moorigen, feuchten Ort. Dies kann für die Lage nahe der Quelle auch angenommen werden.

## Kontorhaus

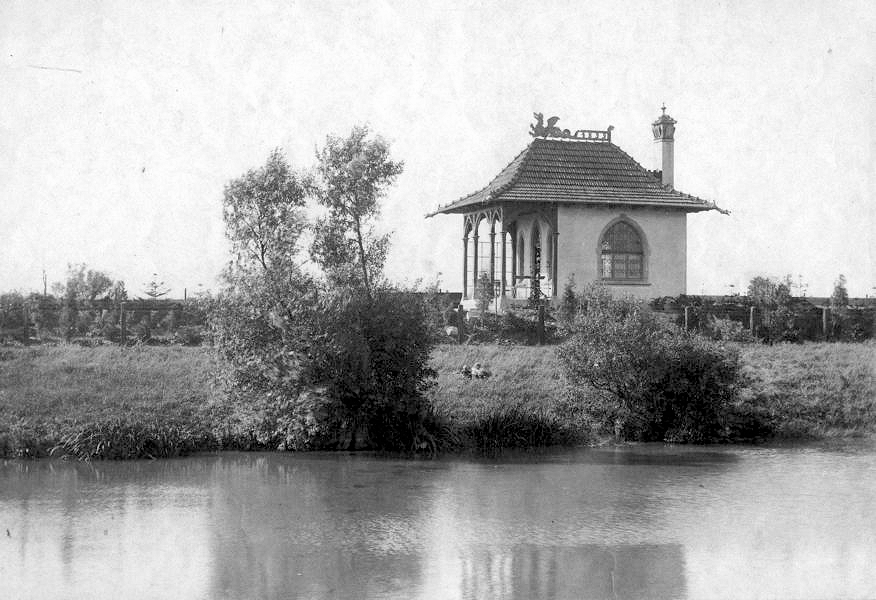
Historische Ansicht des Kontorhauses mit davor gelegenem Jödebrunnen.

Am Jödebrunnen befindet sich ein 1899 errichtetes Häuschen mit Veranda, das nach den Plänen des Architekten und Maurermeisters F. Schönemann für den Firmeninhaber der am Westbahnhof ansässigen Holzhandlung Fr. Brachvogel gebaut wurde. Dieser nutzte es als Kontorhaus. Seit 2011 ist das Gebäude im Besitz der Stadt Braunschweig, seit 2013 wurde die Sanierung geplant und von 2020 bis 2022 umgesetzt.

## Weitere Jödebrunnen

### Hägener Jödebrunnen
Der Brunnen wurde 1401 als „haghenborn“ erwähnt und versorgte über eine 1.100 Meter lange Pipenleitung den Löwenbrunnen bei der Katharinenkirche und auf dem Hagenmarkt (dem heutigen Heinrichsbrunnen). Bei den Bauarbeiten an der Stadtbefestigung wurde diese Leitung umgelegt und in Teilen gegen bleierne Leitungselemente ausgetauscht.
Im 19. Jahrhundert verringerte sich die Schüttung des Brunnens auf Grund der Kultivierung des moorigen Hagenbruchs. Zur Aufrechterhaltung der Versorgung wurde eine zusätzliche Brunnenbohrung in der Nähe niedergebracht und das Wasser in den vorhandenen Quelltopf geleitet. Im Zuge der Besiedlung dieses Gebietes kam der Brunnen in den Besitz der Braunschweiger Molkerei (Wiesenstraße/Steinbrecherstraße), die ihn für die Eigenversorgung nutzte. Heute ist der Brunnen durch den Parkplatz eines Supermarkts verdeckt und wird nicht mehr genutzt.

### Der Jödebrunnen in der Feldmark Riddagshausen
Östlich des Braunschweiger Stadtzentrums, zwischen Moorteich und Lünischteich in der Riddagshäusener Feldmark ist ebenfalls in der Generalvermessung von 1753 eine als Jöte Born bezeichnete Quelle nachgewiesen, über die keine weiteren Informationen vorliegen.